# Carlos II, Duque de Parma
Carlos Luís de Bourbon-Parma (em italiano: Carlo Ludovico Ferdinando di Borbone-Parma; Madrid, 22 de dezembro de 1799 — Nice, 16 de abril de 1883), foi Rei da Etrúria (como Luís II), Duque de Luca (como Carlos Luís) e Duque de Parma (como Carlos II).

## Família
Nascido no Palácio Real de Madrid, Carlos era filho de Luis de Bourbon, Príncipe de Parma (que veio a ser rei da Etrúria como Luís I) e de Maria Luísa, Infanta de Espanha. Teve como avós paternos o duque Fernando I de Parma e a arquiduquesa Maria Amália de Áustria e como avós maternos Carlos IV de Espanha e Maria Luísa de Parma.

## Troca de títulos
Carlos foi nomeado rei da Etrúria em 27 de maio de 1803, com apenas quatro anos de idade, tendo como regente sua mãe. Criado pela diplomacia napoleônica, o Reino da Etrúria foi retomado em 10 de dezembro de 1807 e anexado por Napoleão ao chamado Reino da Itália. Maria Luísa e Carlos tiveram que partir para a corte de Madrid com a promessa de que Napoleão lhes garantiria um trono no novo reino que criaria na Lusitânia Setentrional (norte de Portugal).
Com a derrota de Napoleão e a celebração do Congresso de Viena, o Ducado de Parma foi entregue de forma vitalícia à arquiduquesa Maria Luísa de Áustria, viúva do ex-imperador e filha de Francisco I da Áustria. O novo ducado seria herdado pelos Boubon-Parma quando a arquiduquesa morresse. Enquanto isso, foi-lhes entregue um pequeno ducado recém criado no norte da Toscana, o Ducado de Luca que seria reintegrado no Grão-ducado da Toscana, quando Carlos viesse a herdar Parma.
Em 1820, casou-se com a Princesa Maria Teresa de Saboia. Eles eram um casal incompatível e tiveram apenas um filho sobrevivente, que se tornou Carlos III, Duque de Parma. Em 17 de julho de 1834, foi nomeado Infante de Espanha pelo pretendente carlista Carlos Maria Isidro de Bourbon.

## Duque reinante
Após a morte de sua mãe em 1824, Carlos Luís tornou-se o duque reinante de Lucca. Ele tinha pouco interesse em governar. Deixou o ducado nas mãos de seus ministros e passou a maior parte do tempo viajando pela Europa.
O duque não reconheceu sua prima Isabel II como Rainha da Espanha, colocando-se entre os apoiadores de Carlos Maria Isidoro de Bourbon. Por esta razão, a pensão que ele recebia como Infante da Espanha foi suspensa em 19 de outubro de 1834, e as encomiendas da Ordem de Santiago de que ele desfrutava foram apreendidas.
Um movimento liberal o levou a abdicar de Lucca em favor do Grão-Duque da Toscana em outubro de 1847 em troca de uma compensação financeira, pois queria se aposentar para a vida privada. Dois meses depois, em dezembro de 1847, com a morte da arquiduquesa Maria Luísa, ele a sucedeu como o duque reinante de Parma, de acordo com o que havia sido estipulado pelo Congresso de Viena.
Seu reinado em Parma como Duque Carlos II foi breve. Ele foi mal recebido por seus novos súditos e, em poucos meses, foi deposto em decorrência das Revoluções Liberais. Ele retomou o controle de Parma sob a proteção das tropas austríacas, mas finalmente abdicou em favor de seu filho Carlos III em 14 de março de 1849. Seu filho foi assassinado em 1854 e seu neto Roberto I, o último Duque reinante de Parma, foi deposto em 1860. No exílio, Carlos Luís assumiu o título de conde de Villafranca. Ele passou os últimos anos de sua vida principalmente na França, morrendo em Nice em 1883. Foi enterrado na grande propriedade em Viareggio pertencente à família Parma.

## Honras
- Ducado de Parma: Grão-Mestre da Sagrada Ordem Militar Constantiniana de São Jorge, a partir de 17 de janeiro de 1848[5][6]
- Ducado de Lucca: Soberano e fundador da Condecoração de São Jorge por mérito militar[7]
- Ducado de Lucca: Soberano e fundador da Condecoração por Mérito Civil sob o título de São Luís[8]
- Reino da Espanha: Cavaleiro da Ordem do Tosão de Ouro, 22 de dezembro de 1799 (n.º 848)[9]
- Reino da Espanha: Cavaleiro da Grã-Cruz da Ordem de Carlos III, 22 de dezembro de 1799[9]
- Reino da Espanha: Cavaleiro da Ordem de Santiago[10]
- Reino da França: Cavaleiro da Ordem do Espírito Santo, 1816[11]
- Reino da França: Cavaleiro da Ordem de São Miguel, 1816[12]
- Duas Sicílias: Cavaleiro da Ordem de São Januário[13]
- Duas Sicílias: Cavaleiro Grã-Cruz da Ordem de São Fernando e do Mérito[13]
- Reino da Sardenha: Cavaleiro da Ordem Suprema da Santíssima Anunciação, 8 de setembro de 1820[14]
- Império Austríaco: Cavaleiro da Grã-Cruz da Ordem de Santo Estêvão da Hungria[15]
- Reino da Saxônia: Cavaleiro da Ordem da Coroa de Arruda, 1825[16]
- Ordem Soberana e Militar de Malta: Bailiff Grã-Cruz de Honra e Devoção da Ordem de São João de Jerusalém[17]
- Santa Sé: Cavaleiro da Grã-Cruz da Ordem do Santo Sepulcro de Jerusalém[18]
- Império Austríaco: Coronel-proprietário (Inhaber) do Regimento de Infantaria Imperial e Real nº 24 (Galiziano) do Exército Imperial e Real[19]